# Morbus Hailey-Hailey
Der Morbus Hailey-Hailey ist eine Hauterkrankung, bei der es aufgrund einer angeborenen (vererbten) Verhornungsstörung der Haut zu einer akantholytischen Blasenbildung kommt.
Das bedeutet, dass sich die Zellen, welche die Hornhautbildung steuern und sich in der Stachelzellschicht (Keimschicht) der Epidermis (Oberhaut) befinden, von dieser Schicht ablösen, so dass hierdurch Blasen entstehen. Dies erfolgt meist im Bereich der Achselhöhlen und der Leistengegend.
Erstbeschreiber waren 1939 die US-amerikanischen Dermatologen und Brüder William Howard Hailey (1898–1967) und Hugh Edward Hailey (1909–1964).

## Synonyme
Chronic recurrent acantholysis, Dyskeratosis bullosa hereditaria, Familiärer gutartiger Pemphigus, Hailey-Hailey-Krankheit, Hailey-Hailey-Syndrom, Morbus Gougerot-Hailey-Hailey, Pemphigus chronicus benignus familiaris, Recurrent herpetiform dermatitis

## Ursachen
Morbus Hailey-Hailey wird autosomal dominant vererbt. Eine Gruppe der RWTH Aachen wies im Jahre 2003 eine Mutation des ATP2C1-Gens nach.
Hitze, starkes Schwitzen und mikrobakterielle Infektionen können die Entwicklung dieser Hauterkrankung begünstigen, ebenso wie eine UV-Exposition, also eine UV-Bestrahlung der Haut, wie sie beim Sonnenbaden erfolgt.

## Symptome
Symptomatisch für Morbus Hailey-Hailey ist die Bildung von Erythemen (Hautrötungen), die durch eine vermehrte Durchblutung im Rahmen von entzündlichen Prozessen auftreten, und Blasen. Beide treten in Achselhöhlen, Nacken, Leistengegend und dem Analbereich auf. Außerdem kommt es zu Pigmentveränderungen und Verfärbungen der Haut. Die Hauterscheinungen gehen oft mit starkem Juckreiz einher und neigen zur Superinfektion, was bedeutet, dass die Gefahr von wiederkehrenden bakteriellen Infekten an den entzündeten Stellen besteht.

## Differentialdiagnosen
Krankheiten, die leicht mit Morbus Hailey-Hailey verwechselt werden können und deren Vorliegen darum zur Diagnosestellung ausgeschlossen werden muss, sind Erythrasma, Candida-Intertrigo, eine durch übermäßige Feuchtigkeit, wie zum Beispiel starkes Schwitzen, begünstigte Pilzinfektion der Haut sowie Pemphigus vegetans, eine ebenfalls mit Blasenbildung einhergehende, meist chronische, schwere Hauterkrankung noch ungeklärter Ursache und ein Analekzem.

## Therapie
Die Vermeidung von Haut-zu-Haut-Kontakt reduziert die mechanische Irritation der Haut durch das Scheuern bei Bewegungen. An Arzneimitteln werden antiseptische Präparate, also Mittel, welche auf der Haut gegen Infektionen eingesetzt werden, Antibiotika und Kortisonpräparate eingesetzt. Weitere Maßnahmen wie ein Dermabrasion genanntes Entfernen der betroffenen obersten Hautschichten mittels Laser oder plastischer Chirurgie können Besserung bewirken.